# Park Narodowy Bako
Park Narodowy Bako – założony w 1957 roku jest najstarszym parkiem narodowym w stanie Sarawak, we wschodniej Malezji, na wyspie Borneo. Zajmuje powierzchnię 27 kilometrów kwadratowych, obejmuje obszar między ujściami Sungai Sarawak i Betang Bako. Znajduje się w odległości 37 km od miasta Kuching. Do parku można dotrzeć jedynie drogą wodną. Rejs łodzią z Bako Bazaar w Kampung Bako trwa ok. 20–30 minut. W odległości 100 m od przystani w Telok Assamie znajduje się dyrekcja parku. Park ten często odwiedzają turyści stacjonujący w okolicy w ramach jednodniowych wycieczek. W parku znajduje się restauracja i hotel.

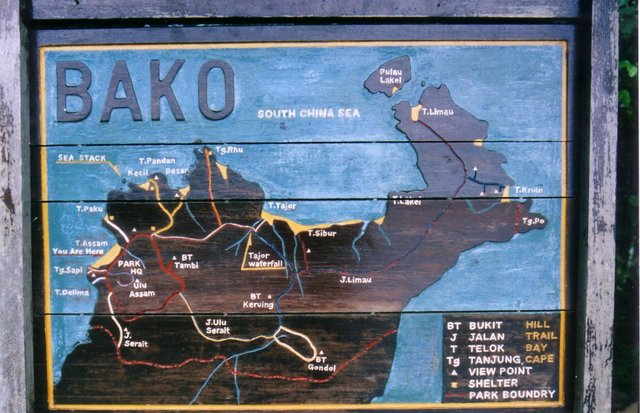
Mapa parku

Park Narodowy Bako jest najmniejszym parkiem w stanie Sarawak. Położony jest w malowniczej części Borneo z lasami deszczowymi, licznymi strumieniami i wodospadami, bogactwem fauny i flory oraz czystymi plażami i skalistymi przylądkami. W parku wytyczonych jest 16 różnych tras dla zwiedzających – od tych najkrótszych i najmniej wymagających, do całodniowych wędrówek, które umożliwiają zwiedzającym zobaczenie unikatowych i wyjątkowych zakątków parku. Park Narodowy Bako jest jednym z najczęściej odwiedzanych parków narodowych Malezji.

## Fauna i flora
W Parku Narodowym Bako można znaleźć praktycznie każdą roślinę rosnącą na wyspie Borneo. Można tam zaobserwować 25 różnych typów wegetacji w 7 ekosystemach. Bako jest domem dla około 150 zagrożonych wyginięciem nosaczy, które są gatunkiem endemicznym na Borneo. Inne gatunki żyjące w parku to makaki, lutungi, warany, gryzonie z rodziny wiewiórkowatych, świnie brodate oraz wydry (ssaki). Park Bako to dom dla dużej liczby jaszczurek i węży, z których większość nie jest groźna dla człowieka. Bako jest idealnym miejscem do obserwacji ptaków – zanotowano występowanie ponad 150 gatunków. Do nocnych zwierząt żyjących w parku należą lotokoty, pangoliny, kanczyle, wyraki, kukangi, łaskuny palmowe, gekony oraz wiele gatunków nietoperzy żywiących się owocami i owadami.